# André Holland
André Holland (Bessemer, Alabama, 28. prosinca 1979.) je američki glumac najpoznatiji po ulogama dr. Algernona Edwardsa u Cinemaxovoj dramskoj televizijskoj seriji Kirurg te Matta Millera u FX-ovoj seriji Američka horor priča: Kolonija Roanoke. Također je portretirao političara i aktivista Andrewa Younga u filmu Selma iz 2014. godine te sportskog novinara Wendella Smitha u filmu 42 iz 2013. Godine 2016. nastupio je kao Kevin u hvaljenom filmu Moonlight koji je, između ostalih, osvojio prestižnu nagradu Oscar u kategoriji najboljeg filma godine.

## Rani život
Holland je rođen u gradu Bessemeru (država Alabama) gdje je završio katoličku srednju školu John Carroll. Njegova prva kazališna uloga bila je u produkciji predstave Oliver! u kazalištu Birmingham Summerfest u dobi od 11 godina. Pohađao je državno sveučilište na Floridi, a diplomirao 2006. godine na sveučilištu u New Yorku.

## Karijera
Holland je nastupio u nekoliko kazališnih produkcija. Godine 2006. portretirao je tri lika u predstavi naziva Blue Door. Charles Isherwood iz New York Timesa upravo je toj performansi dao pozitivnu kritiku. Dvije godine potom nastupio je kao Eric u kazališnoj predstavi Wig Out!. Sljedeće godine glumio je Elegbu/Marcusa u kazališnim komadima The Brother/Sister. Godine 2010. dobio je ulogu u predstavi Matthewa Lopeza naziva The Whipping Man za koju je osvojio nagradu Vivian Robinson u kategoriji najboljeg sporednog glumca. Godine 2017. nastupio je kao Youngblood u predstavi Augusta Wilsona Jitney on Broadway.
Holland je do danas postigao uspjeh kako na televiziji tako i na filmu. Godine 2011. nastupio je kao Julian "Fith" Fitzgerald u NBC-jevoj humorističnoj seriji Friends with Benefits. Također je nastupio i nasuprot Clivea Owena u Cinemaxovoj dramskoj seriji Kirurg koja je trajala dvije sezone. Godine 2014. portretirao je Andrewa Younga u povijesnoj drami Selma redateljice Ave DuVernay. Godine 2016. nastupio je kao Kevin u filmu Moonlight redatelja Barryja Jenkinsa za koji je pobrao hvalospjeve filmskih kritičara i brojne nagrade (sam film osvojio je prestižnu nagradu Oscar u kategoriji najboljeg filma godine). Hollandove sljedeće uloge uključuju nastup u fantastičnoj avanturi A Wrinkle in Time redateljice DuVernay i Widows redatelja Stevea McQueena - oba filma s kino distribucijom trebala bi krenuti tijekom 2018. godine.

## Vanjske poveznice
- André Holland u internetskoj bazi filmova IMDb-u (engl.)